# Lubich
Lubich – niewielkie jezioro na Pojezierzu Łagowskim, w gminie Świebodzin, w pobliżu wsi Lubogóra.

## Położenie i opis
Jezioro położone jest w środkowej części powiatu świebodzińskiego, na Pojezierzu Łagowskim. Przez jezioro przepływa struga Świebodka.
Według Mapy Podziału Hydrograficznego Polski leży na terenie zlewni szóstego poziomu Świebodka do jez. Niedźwiedno. Identyfikator MPHP to 158521.

## Hydronimia
Jezioro pojawia się w źródłach w 1739 roku jako Libicher See, a następnie Liebicher See (1802), Libischer See  (1809), Liebicher See (1817), Liebchen See (1830), Liebcher S. (1907, 1938), Lubich (1951). Państwowy rejestr nazw geograficznych jako nazwę urzędową akwenu podaje Lubich, wymieniając nazwę oboczną Lubogóra.

## Morfometria
Według danych Instytutu Meteorologii i Gospodarki Wodnej powierzchnia zwierciadła wody jeziora wynosi 11,5 ha. Średnia głębokość zbiornika wodnego to 1,4 m, a maksymalna to 2,7 m. Lustro wody znajduje się na wysokości 76,4 m n.p.m. Objętość jeziora wynosi 161 tys. m³. W innych źródłach powierzchnia jeziora nieco się różni, według danych Instytutu Rybactwa Śródlądowego powierzchnia zwierciadła wody jeziora wynosi 12 ha, natomiast A. Choiński podał wielkość jeziora jako 8,5 ha.

## Zagospodarowanie
Administratorem wód jeziora jest Regionalny Zarząd Gospodarki Wodnej we Wrocławiu (Zarząd Zlewni Zielona Góra, Nadzór Wodny Sulechów). Gospodarkę rybacką na jeziorze prowadzi państwowe Gospodarstwo Rybackie w Zbąszyniu.

## Ochrona środowiska
Jezioro znajduje się na obszarze obszaru chronionego krajobrazu o nazwie Rynna „Ołoboku i Paklicy”. Zbiornik objęty jest strefą ciszy.